# Russin
Russin je obec na jihozápadě Švýcarska, v kantonu Ženeva. Žije zde 541 obyvatel.

## Geografie
Obec se nachází na severním břehu na kopci nad řekou Rhônou a jejím přítokem Allondon naproti obcím Cartigny a Aire-la-Ville. Skládá se z obce Russin a vesnic Verbois, La Chaumaz a Les Baillets. Z 97 % tvoří území obce zemědělská půda a lesy.

## Historie

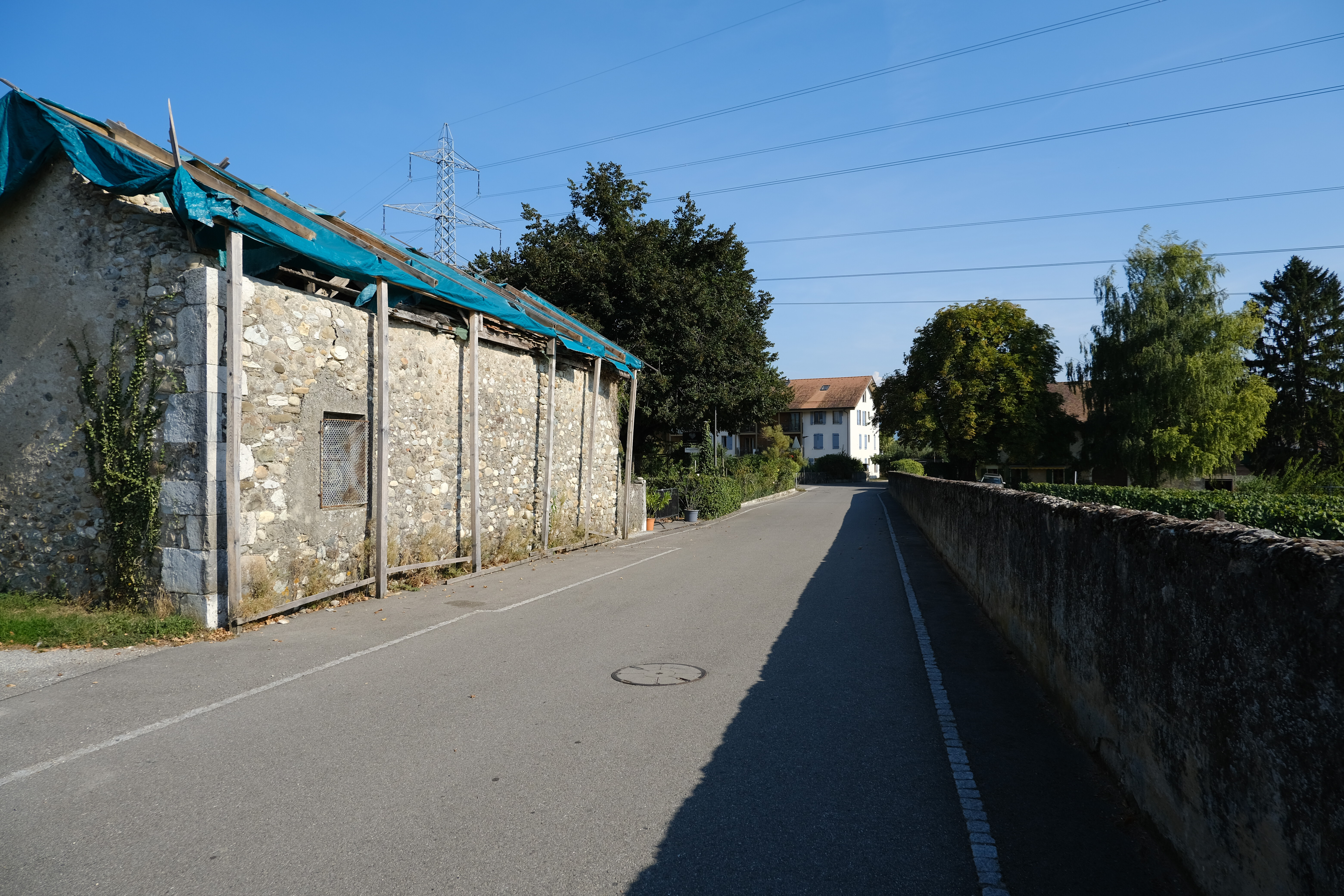
Centrum obce

V obci byly objeveny pozůstatky vily z 1. až 2. století, hroby svědčí o obsazení Burgunďany. Kolem roku 1100 obdrželo převorství Saint-Victor v Ženevě kostel Saint-Laurent v obci Russino a založilo zde farnost. Ta je doložena v roce 1217 a zanikla ve 14. století. Území obce patřilo převorství Saint-Victor, ženevskému biskupství a rodu de Malval, který byl jeho feudálním pánem, stejně jako pánům z Gexu a jejich vazalům, jmenovitě rodům La Corbière, Châteauvieux, Grésy a Livron. Krátce po reformaci vedla tato roztříštěnost k politickým a náboženským konfliktům mezi Ženevskou republikou, dědičkou práv biskupství a převorství Saint-Victor, a pány z Pays de Gex, které bylo od roku 1536 bernské, od roku 1564 patřilo savojskému vévodovi a od roku 1601 francouzskému králi. V roce 1749 se Russin stal na základě Pařížské smlouvy součástí Ženevy. Pod nadvládou Francouzů vznikla v roce 1798 obec v čele se starostou a dvěma zastupiteli. Do roku 1536 byl Russin katolickou farností. Během reformace obec přestoupila na novou víru a po zrušení ediktu nantského se v roce 1685 stala opět katolickou. Od roku 1749 byla povolena obě vyznání. Od počátku 21. století je Russin spolu s Dardagny a Satigny součástí farnosti Mandement a katolické farnosti La Plaine.

## Obyvatelstvo
| Rok            | 1850 | 1900 | 1950 | 2000 | 2010 | 2012 | 2014 | 2015 | 2016 | 2017 |
| Počet obyvatel | 283  | 280  | 313  | 392  | 467  | 485  | 508  | 540  | 540  | 534  |

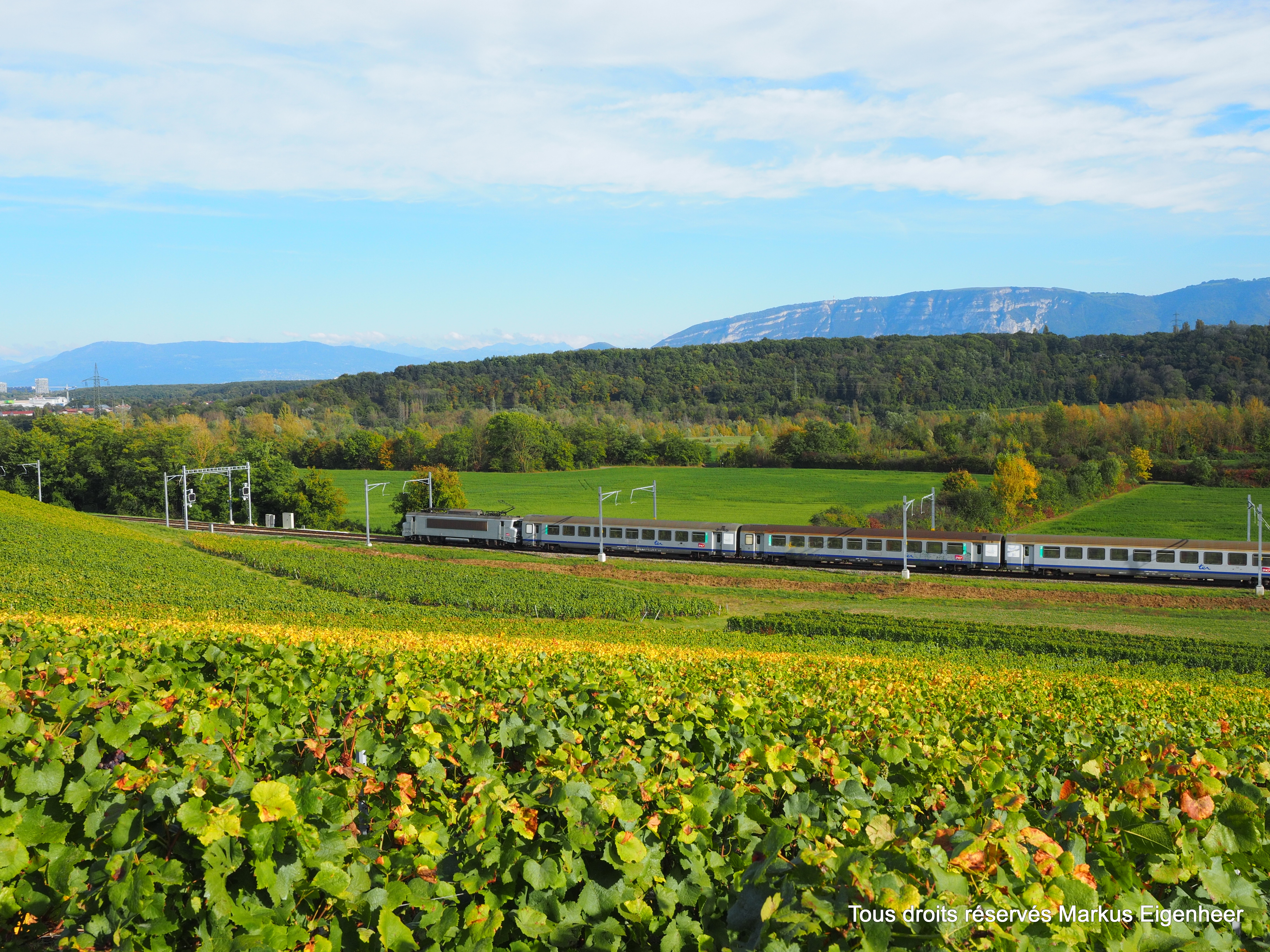
Vinice v okolí Russinu

Většina obyvatel (k roku 2000) hovoří francouzsky (340, tj. 86,7 %), druhá nejčastější je němčina (15, tj. 3,8 %) a třetí portugalština (9, tj. 2,3 %). 

## Hospodářství
Koncem 19. století se zde začal těžit štěrk a pro využití vodní síly byla vybudována vodní elektrárna Barrage de Verbois, která využívá řeku Rhônu. V roce 1974 se 68 % obyvatel v referendu vyslovilo proti výstavbě jaderné elektrárny v obci. Společnost Energie Ouest Suisse (EOS) však pokračovala v plánování jaderného reaktoru. Naproti tomu v kantonu Ženeva byla v roce 1980 zahájena lidová iniciativa, která o šest let později vedla k tomu, že přibližně 60 % ženevských voličů projekt jaderné elektrárny Verbois odmítlo, a byl tak ukončen.
Na počátku 21. století bylo 97 % území obce buď zemědělské, nebo zalesněné (využívané pro zemědělství, vinařství a ovocnářství). V roce 2005 poskytoval primární sektor 34 % a sekundární sektor 46 % pracovních míst v obci.

## Doprava
Russin je napojen na síť veřejné dopravy autobusovými linkami. V obci se nachází také železniční stanice na trati Ženeva–Lyon, obsluhovaná v pravidelném intervalu regionálními vlaky.